# Barrister

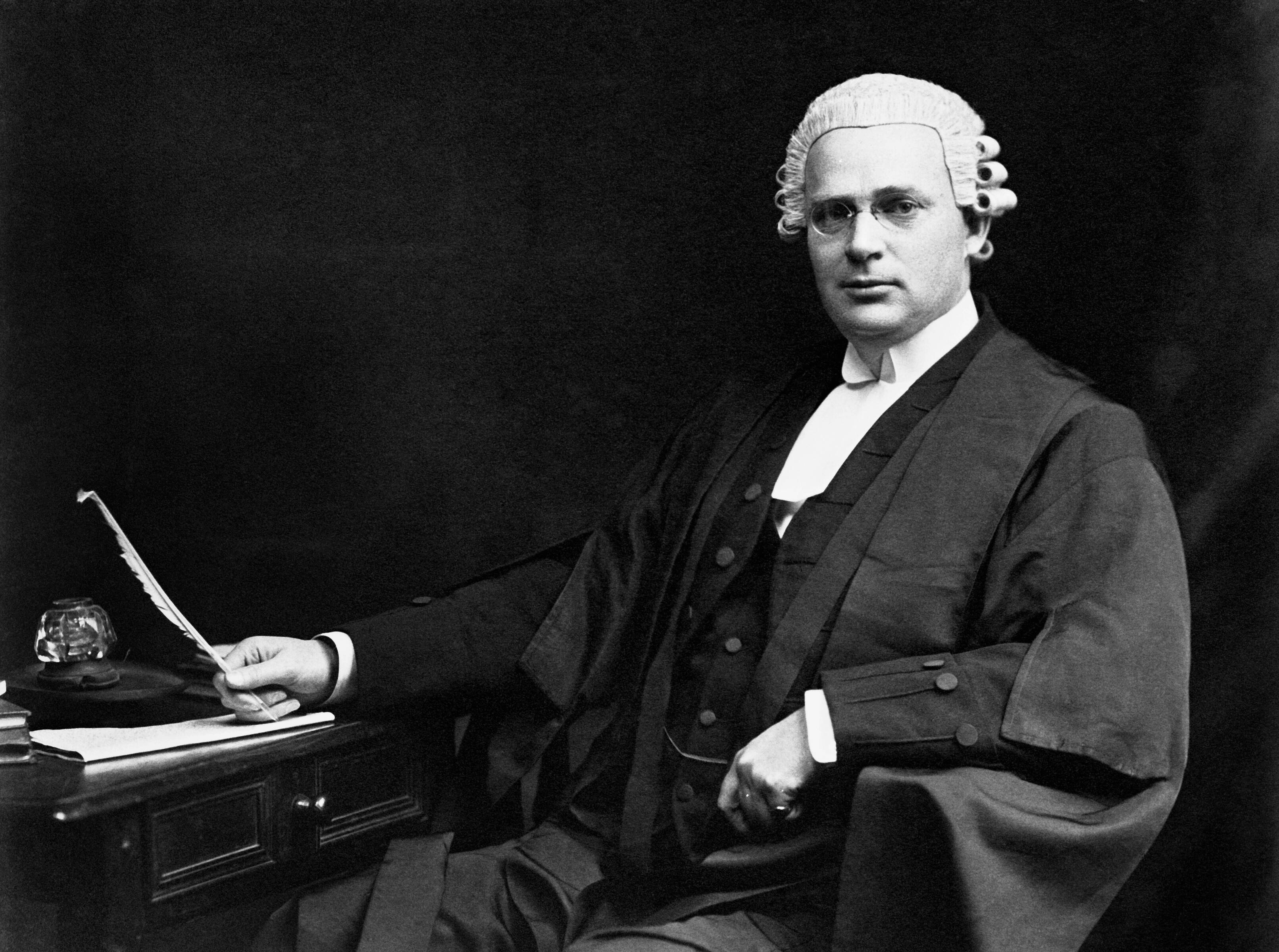
Immagine di un barrister inglese

Un barrister è un avvocato e magistrato di alto livello, tipico dei sistemi giuridici basati sul common law, come quello britannico, australiano, sud africano e sud asiatico, mentre non è presente nel sistema statunitense. 

## Caratteristiche e studi
Il barrister si occupa principalmente della rappresentanza in tribunale, specialmente nelle corti superiori, ed è esperto nell’argomentazione orale legale. Si dedica inoltre spesso ad un'attività di consulenza ai Solicitors e alla preparazione di pareri legali. Si distinguono dai solicitors, che invece hanno un ruolo più ampio fornendo consulenza legale diretta ai clienti.
Per essere un Barrister, occorre avere una laurea in legge e completare il Bar Professional Training Course. Accade spesso che il solicitor sottoponga al parere del barrister un problema particolarmente delicato; i barrister si specializzano infatti su particolari materie, nelle quali hanno una approfondita conoscenza. Il barrister spesso, ma non sempre, porta una parrucca corta; la parrucca lunga è riservata ai giudici.

## King's Counsel
Il King's Counsel (Consiglio del Re), chiamata Queen's Counsel (Consiglio della Regina) quando a regnare è una donna, è costituito da una élite di barristers. Questo status è concesso tramite littera patente dal sovrano. Poiché i membri del Consiglio tradizionalmente indossano indumenti di seta, il fatto di acquisire questo status viene familiarmente indicato come "prendere la seta" (taking silk). Un giurista deve lavorare almeno per dieci anni come barrister, e dimostrare di essere eccellente, per potere ambire a questo titolo.

## Set of Chamber
Le Set of Chamber sono gruppi composti solitamente da dieci/quindici barrister. Tali gruppi hanno la loro sede a Londra, negli Inns of Court. A capo di ogni gruppo vi è il clerk, i cui compiti sono quelli di tenere i contatti tra i solicitor ed i barrister della sua chamber, e di determinare l'onorario dei barrister della sua chamber.

## La formazione deibarrister
I requisiti per essere un barrister sono:
- essere in possesso di un titolo universitario;
- essere un membro dell'Inn of court
- la frequentazione di BPTC presso una School of Law della durata di un anno;
- un anno di attività come pupil presso uno o più barrister;
- dopo il conseguimento dell'esame finale, il candidato viene nominato barrister (call to the bar).